# Feia
Feia is een geslacht van straalvinnige vissen uit de familie van grondels (Gobiidae). Het geslacht is voor het eerst wetenschappelijk beschreven in 1959 door Smith.

## Soorten
- Feia dabra Winterbottom, 2005
- Feia nota Gill & Mooi, 1999
- Feia nympha Smith, 1959
- Feia ranta Winterbottom, 2003